# Lovell (Wyoming)
Lovell – miasto w Stanach Zjednoczonych, w stanie Wyoming, w hrabstwie Big Horn.